# 렌 우즈

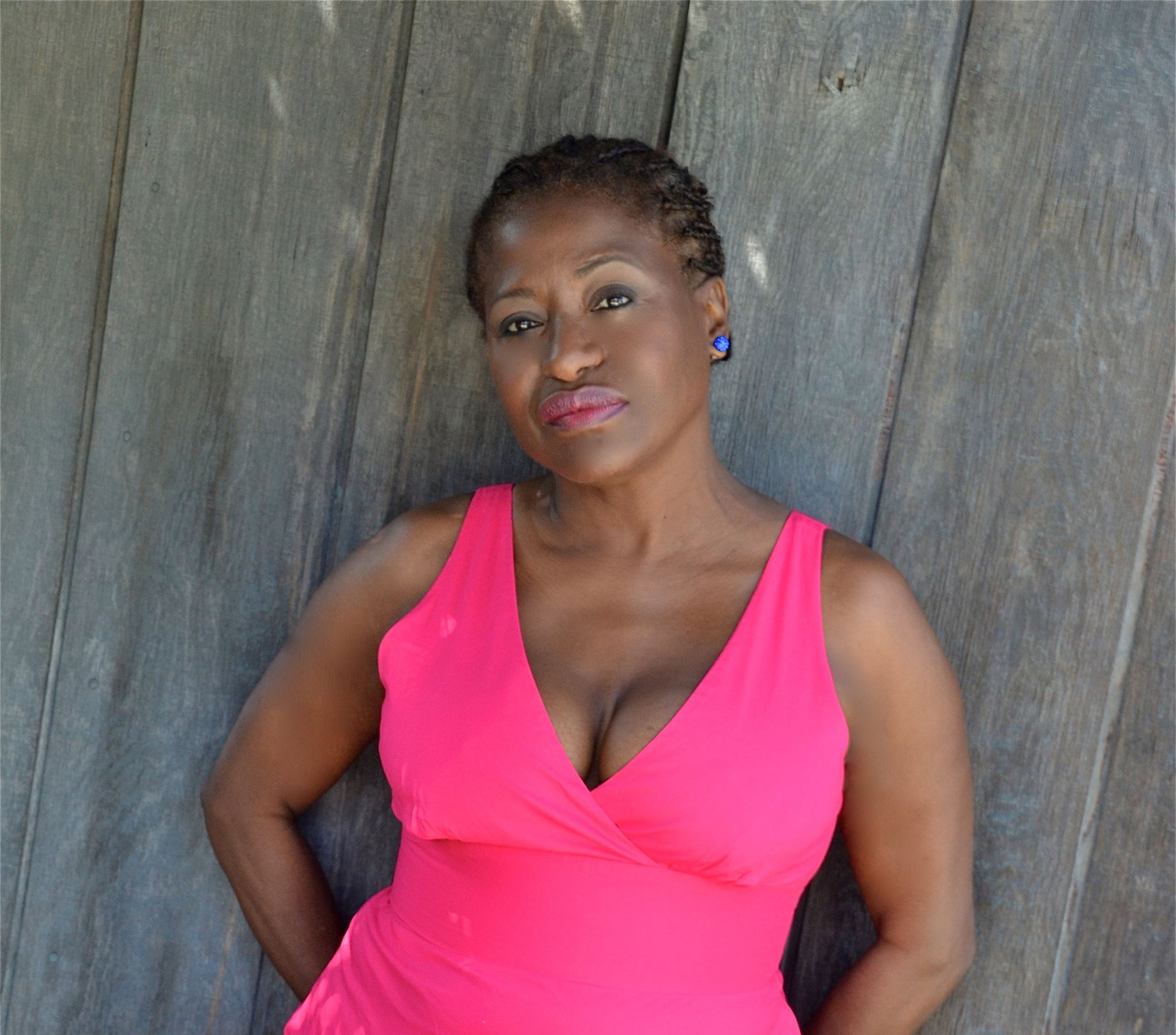

렌 우즈(Renn Woods, 1958년 1월 1일 ~ )는 미국의 배우, 가수이다.
시카고에서 태어났다.

## 출연 작품

### 영화
- 헤어 (1979)
- 바보 네이빈 (1979)
- 나인 투 파이브 (1980)
- 제너두 (1980)
- Crazy World (1996)
- The Blue Hour (2007)

### 텔레비전
- 뿌리 (1977)
- 미녀와 야수 (1987-89)